# Južnomorski kit
Južnomorski kit (znanstveno ime Eubalaena australis) je pripadnik družine gladkih kitov (Balenidae) in ena od treh vrst, ki jih uvrščamo med ledne kite (rod Eubalaena).
Približno 10.000 južnomorskih kitov je razširjenih po celotnem južnem delu južne poloble.

## Opis
Tako kot druge ledne kite tudi južnomorskega od drugih zlahka ločimo po vezivnih tvorbah na glavi, širokem hrbtu brez hrbtne plavuti in dolgih obokanih ustih, ki se začnejo nad očesom. Njegova koža je zelo temno siva ali črna, občasno z belimi madeži na trebuhu. Vezivne tvorbe so videti bele zaradi velikih kolonij ciamid (kitovih uši). Skoraj ga ni mogoče ločiti od tesno povezanih severnoatlantskih in severnopacifiških kitov, saj kaže le manjše razlike v lobanji. Na glavi ima lahko manj vezovnih tvorb kot severnoatlantski in več na spodnjih ustnicah kot obe severni vrsti. Biološke funkcije teh tvorb niso jasne, čeprav je bila osnovna vloga zaščita pred plenilci.
Odrasla samica je 15 m dolga in lahko tehta do 47 ton, z največjimi primeri 17,5–18 m v dolžino in 80 ton ali do 90 ton teže, zaradi česar so nekoliko manjši od drugih pravih kitov v severne poloble. Testisi lednih kitov so verjetno največji od vseh živali, vsak tehta približno 500 kg. To kaže na to, da je tekmovanje spermijev v procesu parjenja pomembno.
Ledni kiti običajno ne prečkajo toplih ekvatorialnih voda, da bi se povezali z drugimi vrstami in se parili: njihove debele plasti izolacijskega sala otežujejo odvajanje notranje telesne toplote v tropskih vodah. Vendar pa se lahko na podlagi zgodovinskih zapisov in nepotrjenih opažanj v sodobnem obdobju tranzit E. australis res zgodi skozi ekvatorialne vode. Poleg tega so poročali o nasedanju 21,3 metrskega lednega kita v vasi Gajana na severozahodu Indije novembra 1944, vendar resnična identiteta te živali ni jasna.
Delež in število prelivajoče obarvanih osebkov je pri tej vrsti opazno v primerjavi z drugimi vrstami na severni polobli. Nekateri kiti ostanejo beli tudi po odraščanju.
Življenjska doba ni jasna, čeprav se zdi, da so kiti stari več kot 100 let.

## Taksonomija
Južnomorske kite je v rod Balaenidae leta 1758 prvič uvrstil Carl Linnaeus, ki je takrat vse ledne kite (vključno z grenlandski kit - Balaena mysticetus) obravnaval kot eno samo vrsto. Skozi 1800-ta in 1900-ta leta je bila družina Balaenidae predmet velikih taksonometričnih razprav. Oblasti so večkrat rekategorizirale tri populacije lednega kita in grenlandskega kita v eno, dve, tri ali štiri vrste v enem rodu ali v dveh ločenih rodovih. V zgodnjih dneh kitolova so mislili, da gre za eno samo vrsto, Balaena mysticetus.
Južnomorski kiti je bil leta 1822 sprva opisan kot Balaena australis. Sčasoma je bilo ugotovljeno, da so si grenlandski in ledni kiti v resnici različni, John Edward Gray pa je leta 1864 za lednega kita predlagal rod Eubalaena. Kasneje so morfološki dejavniki, kot so razlike v obliki lobanje severnega in južnega lednega kita nakazovale vsaj dve vrsti - eno na severni polobli, drugo v južnem oceanu. Že leta 1998 je Rice v svoji celoviti in sicer avtoritativni klasifikaciji morskih sesalcev sveta: sistematika in razširjenost navedel le dve vrsti: Balaena glacialis (vsi ledni kiti) in Balaena mysticetus (grenlandski).
Leta 2000 se Rosenbaum in sodelavci na podlagi podatkov iz genetske študije vzorcev DNK iz vsake populacije kitov s tem niso strinjali. Genetski dokazi zdaj jasno kažejo, da se severne in južne populacije lednega kita niso križale med 3 in 12 milijoni let, kar potrjuje južnomorskega kita kot različno vrsto. Tudi populacije severnega Pacifika in Atlantika so ločene, pri čemer je severnopacifiški ledni kit tesneje povezan z južnomorskim kitom kot s severnoatlantski lednim kitom. Genetske razlike med E. japonica (severnopacifiški) in E. australis (južnopacifiški) so veliko manjše kot pri drugih lednik kitih med različnimi oceanskimi bazeni.
Menijo, da so se populacije lednih kitov najprej razdelile zaradi združitve Severne in Južne Amerike. Povišane temperature na ekvatorju so nato ustvarile drugi razkol na severno in južno skupino, kar jim je preprečilo križanje.
Leta 2002 je Znanstveni odbor Mednarodne komisije za kitolov (IWC) sprejel ugotovitve Rosenbauma in priporočil, da se za ta rod ohrani nomenklatura Eubalaena.
Kladogram je orodje za vizualizacijo in primerjavo evolucijskih odnosov med taksoni. Točka, ko se vozlišče odcepi, je analogna evolucijski razvejanosti - diagram lahko beremo od leve proti desni, podobno kot časovna premica. Naslednji kladogram družine Balaenidae služi ponazoritvi trenutnega znanstvenega konsenza glede odnosov med južnim lednim kitom in ostalimi člani njegove družine.
|  | E. glacialis North Atlantic right whale                                                                     |
|  | |
|  | \| \| E. japonica North Pacific right whale \| \| \| \| \| \| E. australis southern right whale \| \| \| \| |
|  | |
|  | E. japonica North Pacific right whale                                                                       |
|  | |
|  | E. australis southern right whale                                                                           |
|  | |

|  | E. japonica North Pacific right whale |
|  |                                       |
|  | E. australis southern right whale     |
|  |                                       |

|  | E. glacialis North Atlantic right whale                                                                     |
|  | |
|  | \| \| E. japonica North Pacific right whale \| \| \| \| \| \| E. australis southern right whale \| \| \| \| |
|  | |
|  | E. japonica North Pacific right whale                                                                       |
|  | |
|  | E. australis southern right whale                                                                           |
|  | |

|  | E. japonica North Pacific right whale |
|  |                                       |
|  | E. australis southern right whale     |
|  |                                       |

|  | E. glacialis North Atlantic right whale                                                                     |
|  | |
|  | \| \| E. japonica North Pacific right whale \| \| \| \| \| \| E. australis southern right whale \| \| \| \| |
|  | |
|  | E. japonica North Pacific right whale                                                                       |
|  | |
|  | E. australis southern right whale                                                                           |
|  | |

|  | E. japonica North Pacific right whale |
|  |                                       |
|  | E. australis southern right whale     |
|  |                                       |

|  | E. glacialis North Atlantic right whale                                                                     |
|  | |
|  | \| \| E. japonica North Pacific right whale \| \| \| \| \| \| E. australis southern right whale \| \| \| \| |
|  | |
|  | E. japonica North Pacific right whale                                                                       |
|  | |
|  | E. australis southern right whale                                                                           |
|  | |

|  | E. japonica North Pacific right whale |
|  |                                       |
|  | E. australis southern right whale     |
|  |                                       |

Drugi mlajši sinonimi za E. australis vključujejo B. antarctica (Lesson, 1828), B. antipodarum (Gray, 1843), Hunterus temminckii (Gray, 1864) in E. glacialis australis (Tomilin, 1962) (glej stransko ploščo za več sopomenk).

## Vedenje
Tako kot drugi ledni kiti so tudi na vodni gladini precej aktivni in radovedni do človeških plovil. Zdi se, da so južnomorski bolj aktivni in ponavadi komunicirajo z ljudmi bolj kot drugi dve severni vrsti. Eno vedenje, značilno za južnomorskega kita, znano kot jadranje z repom, je uporaba povišanih mehurčkov za lovljenje vetra, ki ostanejo v istem položaju precej časa. Zdi se, da gre za obliko igre, ki jo najpogosteje vidimo ob obali Argentine in Južne Afrike. Znane so tudi nekatere druge vrste, kot so kiti grbavci. Ledni kiti so pogosto vidni v interakciji z drugimi kiti, zlasti kiti grbavci in delfini. Obstajajo zapisi o stikih, za katere se domneva, da so vključeni v paritvene dejavnosti v bližini Mozambika in vzdolž Bahije v Braziliji.
Imajo zelo močne materinske povezave z lokacijami in genskimi združbami, v katerih so se rodili in zlasti samci lahko sledijo vzorčnim migracijskim potem. Znano je, da se samice vračajo na svoja 'rojstna mesta' v 3-letnih intervalih, saj so najpogosteje opaženi intervali kotenja na 3 leta, ki se lahko zaradi številnih dejavnikov razlikujejo od 2 do 21 let.

## Populacija in razširjenost
Južnomorski kit poletje preživi na skrajnem južnem oceanu, verjetno blizu Antarktike. Če se pojavi priložnost, se lahko hrani tudi v zmernih vodah, na primer ob Buenos Airesu. Pozimi migrira na sever za razmnoževanje, opazijo pa ga lahko obale Argentine, Avstralije, Brazilije, Čila, Namibije, Mozambika, Peruja, Tristana de Cunhe, Urugvaja, Madagaskarja, Nove Zelandije in Južne Afrike, kljub temu pa so kiti znani pozimi v subantarktičnih regijah. Celotna populacija naj bi bila približno 10.000. Po prenehanju lova naj bi se število na leto povečalo za 7 %. Zdi se, da se južnoameriške, južnoafriške in avstralske skupine med seboj zelo malo mešajo, če sploh, ker je materina zvestoba habitatom za hranjenje in kotenje zelo močna. Mati te odločitve posreduje tudi svojim mladičem.
Zapisi o kitolovu med poloblo, vključno z določenim kitolovom v osrednjem severnem delu Indijskega oceana [39] in nedavna opažanja med skoraj ekvatorialnimi regijami in če je bilo pozneje omenjeno opazovanje na Kiribatiju resnično E. australis, bi ta vrsta lahko prečkala ekvator ob nepravilnih priložnostih in njihove prvotne distribucije bi bile lahko veliko širše in bolj severne kot sedanje stanje. Kot smo že omenili, je bil na severozahodni obali celinske Indije zapisan 'ledni kit'.
Razen zaščitenih in mirnih voda so bila območja za kotenje določena v bližini obalnih območij z visokimi valovi, v bližini kopenskih pečin in globokih voda, kjer zvoki valov preprečujejo akustično iskanje plenilcev mladičev, globoka območja v bližini plitvin kot poligon za usposabljanje mladičev za pripravo na prihodnje selitve na krmišča.
Najnovejše ocene populacije, ki jih je oktobra 2008 objavil National Geographic, kažejo, da je populacija južnomorskega kita 10.000. Ocena 7000 je bila rezultat delavnice Mednarodne komisije za kitolov (IWC) marca 1998. Raziskovalci so uporabili podatke o odraslih ženskih populacijah iz treh raziskav (po eno v Argentini, Južni Afriki in Avstraliji, zbranih v 1990-ih) in ekstrapolirane, da so vključevali nepreiskana območja, število samcev in mladičev z uporabo razpoložljivih razmerij samci: samicam in odrasli:mladičem naj bi po ocenah leta 1999 štelo 7500 živali. Predvideva se, da bo do leta 2100 obnovitev celotne velikosti populacije vrste znašala manj kot 50 % stanja pred kitolovom zaradi močnejših vplivov kitolova in počasnejših stopenj okrevanja.
Poleg vplivov na kite in okolja, ki jih povzroča človeštvo, bi na njihovo razporeditev in prebivališče lahko v veliki meri vplivale prisotnosti naravnih plenilcev ali sovražnikov, podobni trendi pa so pričakovani tudi za druge podvrste.
Številne lokacije na južni polobli so bile poimenovane po sedanjih ali nekdanjih prisotnostih južnomorskih kitov, vključno: zaliv Walvis Bay, Punta Ballena, zaliv Right Whale Bay, pristanišče Otago, pristanišče Whangarei, preliv Foveaux, zaliv Južni Taranaki, otok Moutohora in zaliv Wineglass Bay.

## Kitolov
Do leta 1750 je bil severnoatlantski ledni kit skoraj izumrl za komercialne namene in  ameriški kitolovci so se pred koncem 18. stoletja preselili v južni Atlantik. Najjužnejša brazilska kitolovska postaja je bila ustanovljena leta 1796 v Imbitubi. V naslednjih sto letih se je ameriški kitolov razširil v Južni in Tihi ocean, kjer se je ameriški floti pridružila flota več evropskih držav.
Južnomorski kit je pred 19. stoletjem množično prihajal v avstralske in novozelandske vode, vendar so ga med leti 1800–1850 močno lovili. Lov se je s populacijo kitov postopoma zmanjšal, nato pa se je vse končalo v obalnih vodah Avstralije. Začetek 20. stoletja je prinesel industrijski kitolov in ulov je hitro naraščal. Do leta 1937 je bilo po evidencah kitolovov v južnem Atlantiku harpuniranih 38.000, v južnem Tihem oceanu 39.000 in v Indijskem oceanu 1300 kitov. Glede na nepopolnost teh zapisov je bil skupni izlov gotovo večji.
Ko je postalo jasno, da je populacija skoraj izčrpana, je bilo harpuniranje kitov leta 1937 prepovedano. Prepoved je bila v veliki meri uspešna, čeprav se je nekaj nezakonitega kitolova nadaljevalo še nekaj desetletij. Madeira je zadnja dva ledna kita ujela leta 1968. Nezakonit kitolov se je nadaljeval ob obali Brazilije, postaja Imbituba pa je predelovala kite do leta 1973. ZSSR je priznala, da je v 1950-ih in 1960-ih nezakonito odvzela več kot 3300 kitov, poročali so le o 4.
Nezakonite operacije so se nadaljevale tudi v 1970-ih, na primer v Braziliji do leta 1973.  Ugotovljeno je bilo tudi, da Japonska podpira ta uničujoč lov z zanemarjanjem in neupoštevanjem svojih obveznosti spremljanja. Poleg tega so med Japonsko in Sovjetsko zvezo obstajali sporazumi, da so nezakonite dejavnosti množičnega kitolova v tujih / mednarodnih zaščitenih vodah zaupne.
Ledne kite so v avstralskih in novozelandskih vodah spet opazili od zgodnjih 1960-ih.  Trdi se, da če bi se nezakoniti lov Sovjetske zveze nikoli ne zgodil, bi bila populacija na Novi Zelandiji trikrat ali štirikrat večja od sedanje velikosti. 

## Zaščita
Južnomorskega kita, ki ga je CITES uvrstil med 'ogrožene', ščitijo vse države z znanimi plemenskimi populacijami (Argentina, Avstralija, Brazilija, Čile, Nova Zelandija, Južna Afrika in Urugvaj). V Braziliji je bilo leta 2000 ustanovljeno zvezno območje varstva okolja, ki obsega približno 1560 km2 in 130 km obale v državi Santa Catarina, da bi zaščitilo glavna gojiišča vrste v Braziliji in spodbujalo nadzorovano opazovanje kitov.  Južnomorski kit je naveden v Dodatku I Konvencije o ohranjanju selitvenih vrst prosto živečih živali (CMS), saj je bila ta vrsta kategorizirana kot ogrožena pred izumrtjem v celotnem ali pomembnem delu njihovega območja razširjenosti. Ta vrsta je zajeta tudi v Memorandumu o soglasju za ohranitev kitov in njihovih habitatov v regiji pacifiških otokov (Pacific Cetaceans MoU - Pacific Islands Cetaceans Memorandum of Understanding).
Dvoletni projekt v višini 740.000 funtov, ki ga je vodil British Antarctic Survey, se je začel leta 2016, da bi ugotovil, zakaj je bilo na polotoku Valdes v zadnjih desetih letih poginulih skoraj 500 mladih. Projekt financirata britanski oddelek za okolje, hrano in podeželje (Defra) ter EU. Možni vzroki so pomanjkanje krila v krmiščih kitov v Južni Georgiji in Južnih Sandwichevih otokih, izpostavljenost strupenim algam in napadi južnih galebov (Larus dominicanus).

### Napadi južnih galebov
Eden od možno pomembnih dejavnikov umrljivosti mladičev je zaskrbljenost znanstvenikov, ki od vsaj leta 1996 opažajo južne galebe ob obali Patagonije, ki napadajo žive kite in se hranijo z njimi. Južni galeb s svojim močnim kljunom kljuva nekaj centimetrov v kožo in maščobo, pri čemer kitu pogosto pustijo velike odprte rane - nekateri so opazili, da imajo premer pol metra. To plenilsko vedenje, namenjeno predvsem parom mati / mladič, je bilo v argentinskih vodah nenehno dokumentirano in traja še danes. Opazovalci ugotavljajo, da kiti porabijo do tretjino svojega časa in energije, da se izognejo manevrom - zato matere porabijo manj časa za nego, mladiči pa so posledično bolj suhi in šibkejši. Raziskovalci domnevajo, da so pred mnogimi leti odpadki iz obratov za predelavo rib hranili populacije galebov. Zaradi prenaseljenosti, ki jo je to povzročilo, so galebi poiskali ta alternativni vir hrane. Znanstveniki se bojijo, da bi se naučeno vedenje galebov lahko razširilo, znanstveni odbor IWC pa je Brazilijo pozval, naj takoj sprejme ukrepe, če in kdaj v njihovih vodah opazijo podobno vedenje galebov. Tak ukrep lahko vključuje odstranitev galebov, ki napadajo, sledeč  argentinskem vodstvu, ko poskuša obrniti trend.

## Opazovanje kitov

### Afrika
Južnomorski kit se je v kraju Hermanus na južni obali južnoafriške province Western Cape uvrstil med svetovna središča za opazovanje kitov. V zimskih mesecih (od junija do oktobra) se južnomorski kiti tako približajo obali, da jih lahko obiskovalci opazujejo tako z obale kot iz strateško postavljenih hotelov. Hermanus ima tudi dva operaterja za opazovanje kitov na ladjah. V mestu je zaposlen človek z vzdevkom 'kitov krik', ki se sprehaja po mestu in oznanja, kje so bili videni kiti. Lahko se jih opazujete tudi na drugih zimskih gojiščih. V False Bayu je opazovanje kitov možno iz obale ali s čolnov pooblaščenih izvajalcev. Zaliv Plettenberg vzdolž Garden Route (Republika Južna Afrika) je še ena meka za opazovanje kitov, ne samo za južnomorske kite (od julija do decembra), ampak skozi vse leto. Kite je možno opazovati tudi ob obali Port Elizabeth z morskimi ekološkimi ogledi, ki potekajo od pristanišča Port Elizabeth, saj nekateri kiti v zimskih mesecih pridejo zaliv Algoa.
Kite občasno opazijo med turnejami po Namibiji, Mozambiku in Madagaskarju, kjer se je opazovanje ob namibijskih obalah v zadnjih letih dramatično povečano.

### Južna Amerika
V Braziliji je bila Imbituba v Santa Catarini priznana kot nacionalna prestolnica lednega kita in vsako leto septembra organizira teden praznovanja kitov, ko so matere in mladiči pogostejši. V stari kitolovski postaji je zdaj muzej, ki dokumentira zgodovino južnomorskih kitov v Braziliji. V Argentini, polotok Valdés v Patagoniji gosti (pozimi) največjo gnezditveno populacijo, več kot 2000 jih katalogizirata Whale Conservation Institute in Ocean Alliance. Kot na jugu Argentine so tudi ti kiti oddaljeni 200 m od glavne plaže v mestu Puerto Madryn in so del velike industrije ekoturizma. Parlament Urugvaja je 4. septembra 2013 postal prva država na svetu, ki je vse svoje teritorialne vode odredila za zaščito kitov in delfinov. Vsako leto opazijo na desetine kitov, zlasti v departmajih Maldonado in Rocha v zimskih mesecih. Plavalne dejavnosti za komercialne namene so bile na območju prepovedane leta 1985, vendar so bile legalizirane v zalivu San Matías, edinem kraju na svetu, kjer lahko ljudje formalno plavajo z vrsto. Opazovanje na kopnem in občasno kajakaštvo z aktivnostmi kitov je mogoče opaziti na drugih lokacijah, ki niso tako znane po opazovanju kitov kot Puerto Madryn in z manj omejitvami pri približevanju kitov, kot je Puerto Deseado, Mar del Plata in Miramar v Buenos Airesu.
Čeprav je njihovo število nevarno majhno, se opazovanje kitov na kopnem v zadnjih letih povečuje pred Čilom in Perujem, z upanjem, da bodo ustvarili novo turistično industrijo, zlasti v Magellanovem prelivu, predvsem okoli rta Virgenes.

### Oceanija
Pozimi in spomladi se v Avstraliji lahko vidi južnomorske kite, ki se selijo po Velikem avstralskem zalivu v Južni Avstraliji. Med oglednimi lokacijami so skale Bunda in Twin Rocks, Head of the Bight  (tam, kjer obstajajo center za obiskovalce in razgledne stene na vrhu pečine) ter zaliv Fowler's Bay, kjer ponujajo nastanitve in oglede čarterskih čolnov. Drug priljubljen kraj za opazovanje kitov v Južni Avstraliji je zaliv Encounter, kjer Južnoavstralski center za kite podpira lokalne opazovalce kitov in turiste. V Warrnamboolu v Viktoriji je priljubljena turistična atrakcija tudi vzgajališče kitov. Obseg selitve kitov se širi, saj se vrsta še naprej obnavlja in ponovno kolonizira tudi druga območja celine, vključno z obalnimi vodami Novega Južnega Walesa in Tasmanije. Na Tasmaniji so leta 2010 zabeležili prvo rojstvo po 19. stoletju v reki Derwent.
Podobno lahko južnomorski kiti javnosti omogočijo, da bolj kot v preteklosti opazuje kite z obale na novozelandskih obalah, zlasti v južnem Fiordlandu v Južni deželi do obale Otago in na obali Severnega otoka, zlasti v Northlandu in na drugih lokacijah, kot sta Zaliv izobilja in zaliv Južni Taranaki. Kotitve mladičev so se lahko pojavljala na obalah glavnih otokov, vendar so bila leta 2012 potrjena z dvema paroma.

### Subantarktika
Na Subantarktičnih otokih in v bližini Antarktike, kjer obstaja malo predpisov, lahko kite na ekspedicijskih turah opazimo z vse večjo verjetnostjo. Aucklandovi otoki so posebej določeno svetišče za ledne kite, kjer je turizem za opazovanje kitov brez dovoljenja prepovedan.